# Абгарян, Ованес Арменович
Ованес (Аванес) Арменович Абгарян (род. 19 октября 1993) — российский самбист и боец смешанных единоборств, серебряный призёр чемпионата России по боевому самбо 2017 года, призёр Кубка России по боевому самбо, чемпион Европы по боевому самбо, мастер спорта России международного класса. По самбо выступал во второй полусредней весовой категории (до 74 кг).

## Спортивные результаты
- Чемпионат России по боевому самбо 2017 — ;
- Чемпионат России по самбо 2024 — ;
- Кубок Основоположникам самбо 2023 — ;

## Статистика боёв
| № Боя | Результат | Рекорд | Соперник                          | Способ                             | Турнир                                        | Место проведения | Дата                 | Раунд | Время |
| ----- | --------- | ------ | --------------------------------- | ---------------------------------- | --------------------------------------------- | ---------------- | -------------------- | ----- | ----- |
| 6     | Поражение | 4-2-0  | Дмитрий Бикрёв · Россия           | Нокаутом (удары)                   | Eurasia Fight Nights — Fight Nights Global 44 | Россия, Москва   | 26 февраля 2016 года | 1     | 0:09  |
| 5     | Победа    | 4-1-0  | Джахангир Саиджамалов · Россия    | Техническим нокаутом (удары)       | OFS — Octagon Fighting Sensation 6            | Россия, Москва   | 20 ноября 2015 года  | 1     | 0:50  |
| 4     | Победа    | 3-1-0  | Юрий Андрианов · Россия           | Сабмишном (удушение треугольником) | Fight Nights — Battle on Volga 2              | Россия, Кострома | 22 июня 2015 года    | 1     | 4:00  |
| 3     | Победа    | 2-1-0  | Гаджимурад Хирамагомедов · Россия | Нокаутом (удар)                    | Fight Nights — Fight Club 3                   | Россия, Москва   | 19 марта 2015 года   | 1     | 0:50  |
| 2     | Победа    | 1-1-0  | Владимир Латышев · Россия         | Сабмишном (удушение сзади)         | Voronezh MMA Federation — Fight Riot 4        | Россия, Воронеж  | 25 октября 2014 года | 1     | 1:25  |
| 1     | Поражение | 0-1-0  | Александр Чернов · Россия         | Техническим нокаутом (удары)       | ANMMA — Liberation                            | Россия, Белгород | 5 августа 2013 года  | 2     | 1:44  |